# Nippert Stadium
El Nippert Stadium es un estadio multiusos ubicado en la ciudad de Cincinnati, estado de Ohio, Estados Unidos. El estadio está localizado al interior del campus de la Universidad de Cincinnati y es el campo del equipo de fútbol americano de los Cincinnati Bearcats, que juega en la NCAA. Desde 2016 hasta mediados de 2021 acogió al club FC Cincinnati, de la Major League Soccer (MLS), año en que se trasladó al nuevo TQL Stadium. 
El estadio fue inaugurado en 1915 y con el correr del tiempo ha sido sometido a diversas reformas. En 1992, el estadio fue renovado en profundidad, al ampliarse el piso superior en la banda este y al agregarse una nueva sala de prensa en la banda oeste. Estas obras permitieron aumentar la capacidad hasta los 35.097 asientos. En 2005, se agregaron nuevos vestuarios para el día del juego detrás de la zona de anotación norte (debajo del recién terminado Campus Rec Center), así como un nuevo tablero de video más grande sobre la zona de anotación norte. La última reforma tuvo lugar en 2014, cuando pasó a tener una capacidad de aproximadamente 40 000 personas para el fútbol americano y de 33 250 para el fútbol.
El nombre del recinto deportivo honra la memoria del exjugador de la Universidad de Cincinnati "James Gamble Nippert" que durante el juego final de la temporada de fútbol americano de 1923 sufrió una lesión que derivó posteriormente en una infección, falleciendo un mes más tarde por envenenamiento de la sangre. Su abuelo, James N. Gamble, cocreador de Procter & Gamble, donó los fondos necesarios para completar el estadio, desde el 8 de noviembre de 1924 es renombrado James Gamble Nippert Memorial Stadium.

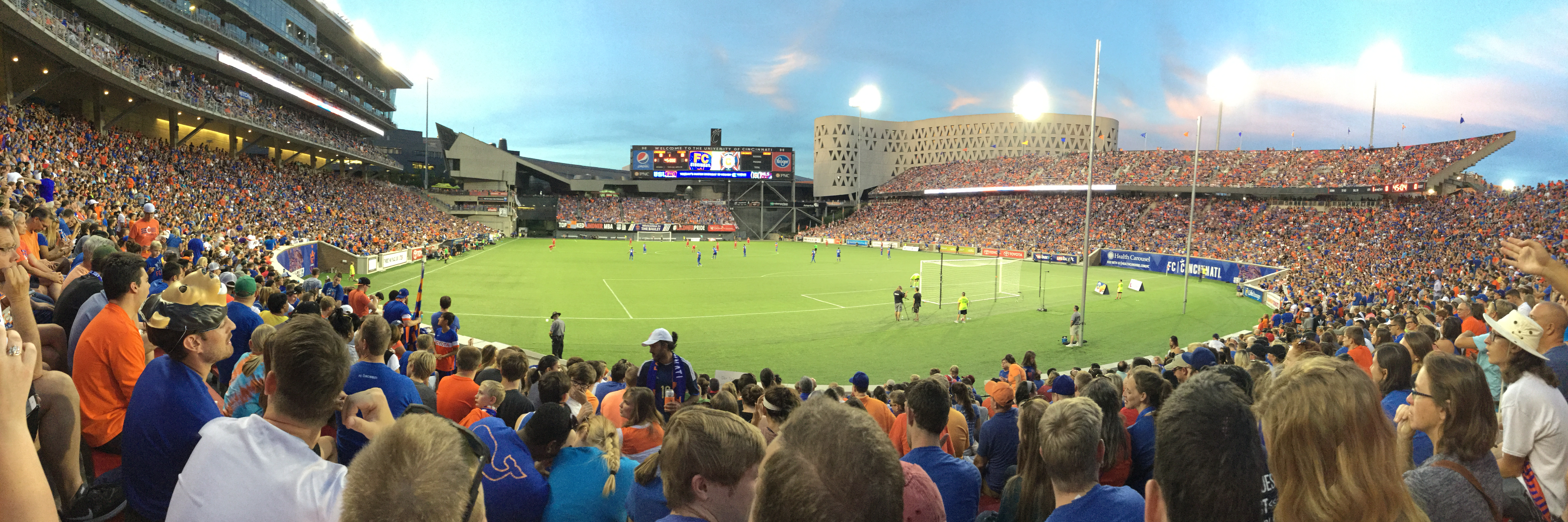
Panorámica del estadio.